# Dachtel
Dachtel ist ein Ortsteil von Aidlingen im Landkreis Böblingen. Der Ort liegt im Heckengäu zwischen Schwarzwald und Stuttgart. Dachtel ist jeweils zwölf Kilometer von Böblingen, Sindelfingen und Calw entfernt. Weitere Städte von Bedeutung in unmittelbarer Umgebung sind Herrenberg (elf Kilometer entfernt) und Weil der Stadt (zehn Kilometer entfernt).

## Geschichte

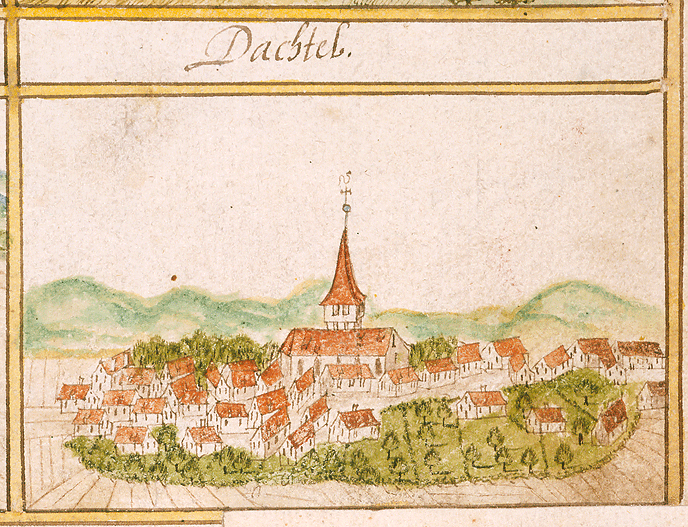
Dachtel im Forstlagerbuch von Andreas Kieser, 1681

### Mittelalter
Die älteste Namensform Dahtela stammt aus dem 12. Jahrhundert, erschienen im Schenkungsbuch des Klosters Hirsau, welches gegen Ende des 15. Jahrhunderts anhand alter Aufschriebe zusammengestellt wurde. Kirchlich besaß der Ort Dahtel 1275 – dies ist seine erste exakt datierte Nennung – den Status einer Pfarrei.
Im Jahre 1379 erscheinen die Herren von Waldeck urkundlich als Ortsherren in Dachtel, deren Erben 1418 ihre Rechte an Dachtel an das Haus Württemberg verkauften.

### Württembergische Zeit
Dachtel gehörte fortan zum württembergischen Amt Calw. Herzog Ulrich von Württemberg setzte 1534 in seinem Herzogtum Württemberg die Reformation durch, so dass der Ort Dachtel seither evangelisch geprägt war. Die 1601 errichtete evangelische Pfarrkirche wurde nach einem Brand im Jahre 1767 wieder hergestellt.
Bei der Umsetzung der neuen Verwaltungsgliederung im seit 1806 bestehenden Königreich Württemberg blieb Dachtel weiterhin dem Oberamt Calw zugeordnet. Die Verwaltungsreform während der NS-Zeit in Württemberg führte 1938 zur Zugehörigkeit zum Landkreis Calw.

### Nachkriegszeit bis heute
Nach dem Zweiten Weltkrieg fiel Dachtel in die Französische Besatzungszone und kam somit 1947 zum neu gegründeten Land Württemberg-Hohenzollern, welches 1952 im Land Baden-Württemberg aufging.
Die Neubaugebiete „Dachteler Berg“ und „Moschenäcker“ entstanden 1966 bis 1976. Zu ihnen kam 1982/83 das neue Bürgerhaus Dachtel.
Im Rahmen der Gemeindereform wurde die Gemeinde Dachtel am 1. September 1971 vom Landkreis Calw in den Landkreis Böblingen transferiert und in die Gemeinde Aidlingen eingegliedert. Zur Gemeinde Dachtel gehörte lediglich das gleichnamige Dorf.

## Sehenswürdigkeiten
Die evangelische Kirche in Dachtel wurde bereits 1275 erwähnt und 1599/1601 von Heinrich Schickhardt im Stil der Spätgotik zu einer Chorseitenturmanlage als Predigtkirche mit nicht eingezogenem 3/8 Chor und den Innenraummerkmalen einer Querkirche umgestaltet (Kanzel an der Südwand mit sichtbarer Treppe, Gestühl im Parterre und später die dreiseitige Empore auf die Kanzel ausgerichtet).
Nach dem Brand 1766 wurde die Kirche durch Kirchenrats-Baumeister Wilhelm Friedrich Goez aus Ludwigsburg 1767 auf den Grundmauern fast originalgetreu wieder aufgebaut: Altartisch und Taufstein in Kirchenachse, Kanzel am bisherigen Platz, Sakristei im Turm-Erdgeschoss an der Südwand sowie Emporen im Westen, Norden und Osten (also im flach geschlossenen Chor).
Der Architekt Johannes Wetzel besorgte von 1969 bis 1972 die Modernisierung der Kirche, wobei fast die gesamte Innenausstattung der Kirche von 1767 entfernt und im Stil des Modernismus erneuert wurde. Nur die 30 Dachteler Katechismusbilder von ca. 1787 wurden restauriert und im Bereich der neuen Westempore angebracht. Unter dieser Empore wurde ein Gemeindesaal eingerichtet, dessen Teeküche und Sanitäranlagen sich im Kirchenkeller befinden.
Anlässlich einer weiteren Innenrenovierung im Jahr 2005 wurde ein von Sabina Hunger entworfenes Chorfenster (Thema: Auferstehung der Toten und das ewige Leben) eingebaut.
In Dachtel wurde im Jahr 1838 ein Backhaus erbaut, das wohl zu den schönsten Fachwerk-Backhäusern in württembergischen Raum gehört. Alljährlich findet am ersten Wochenende im Juli die so genannte Backhaushocketse dar, die im Landkreis Böblingen bekannt ist – nicht zuletzt wegen des Feuerwerks, das zur gleichen Zeit angesetzt ist.

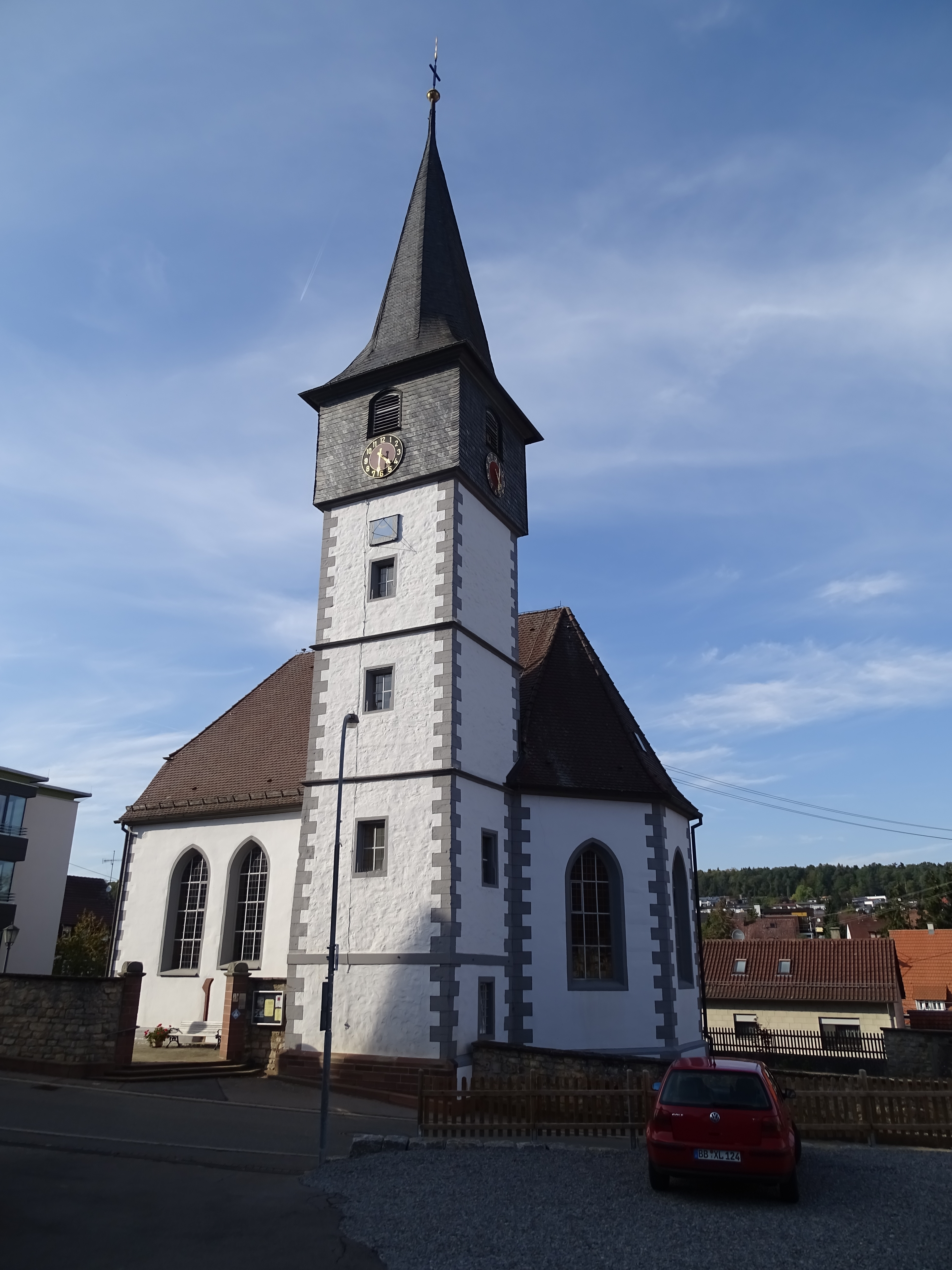
Evangelische Kirche
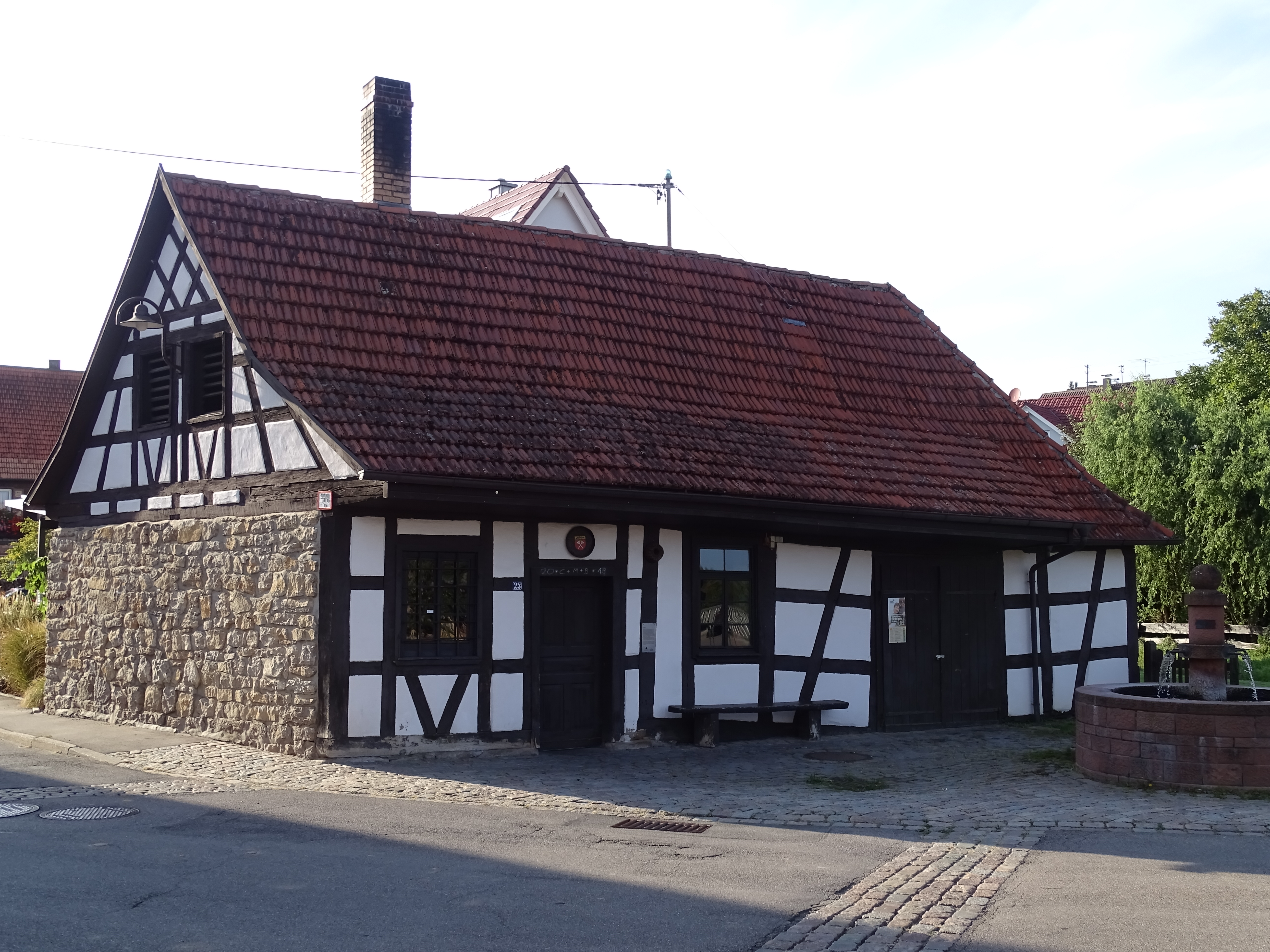
Backhaus
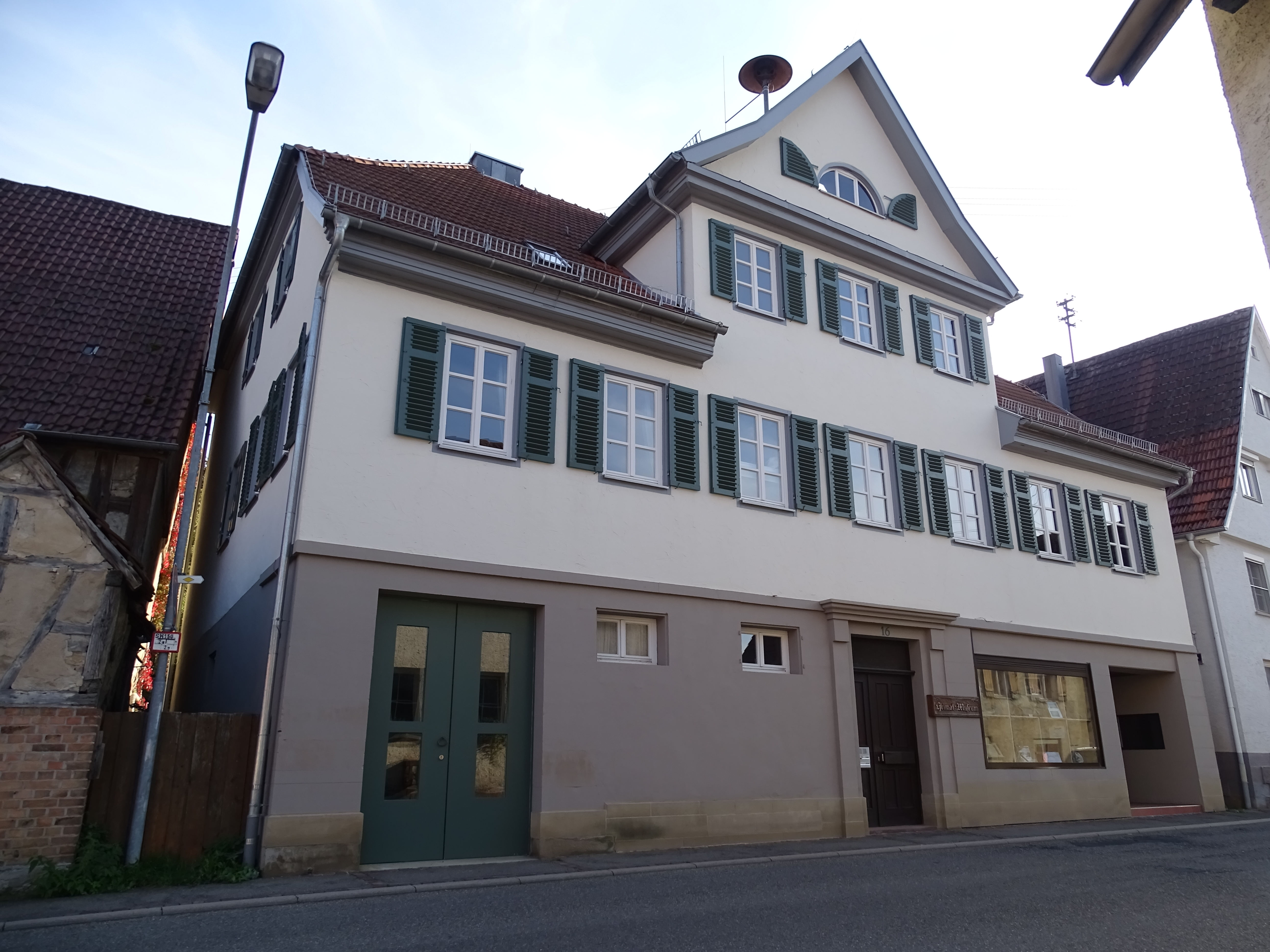
Heimatmuseum

## Verkehr
Verkehrsmäßig ist Dachtel über die K 1022 nach Deckenpfronn und über die Kreisstraße nach Gechingen erschlossen. Die nächste Autobahn-Anschlussstelle der A 81 (und zugleich S-Bahn-Station) Gärtringen liegt circa sechs Kilometer entfernt. Durch die Buslinie 763 (Sindelfingen/Böblingen – Aidlingen – Dachtel/Deufringen – Gechingen – Calw) ist der Ort zudem auch an den ÖPNV angeschlossen. Er liegt innerhalb des Verkehrsverbunds Stuttgart.

## Bevölkerung
- 1860: 0476 Einwohner
- 1961: 0376 Einwohner
- 1970: 0512 Einwohner
- 2000: 1371 Einwohner
- 2018: 1389 Einwohner

## Politik

### Ortschaft
Dachtel bildet in den Grenzen der ehemaligen Gemeinde eine Ortschaft im Sinne der baden-württembergischen Gemeindeordnung mit eigenem Ortschaftsrat und Ortsvorsteher.

### Bisherige Ortsvorsteher/Bürgermeister
- 1955–1971: Walter Walz
- 1971–1999: Paul Wirth
- 2000–2006: Hans Mozer
- 2006–2014: Ralf Böhret
- seit 2014: Ulrich Eisenhardt

### Wappen
Die Blasonierung des ehemaligen Gemeindewappens lautet: „Unter goldenem Schildhaupt, darin eine liegende schwarze Hirschstange, in Rot zwei schräggekreuzte silberne Rechen.“

## Söhne und Töchter
- Carl Kopp (1856–1917), Zeichenlehrer und Amateurentomologe
- Willy Eiselen (1896–1981), Unternehmer und Mäzen
- Oscar Paret (1889–1972), Archäologe